# Hein Maeijer
Hendrik Antonius (Hein) Maeijer (Breda, 14 november 1926 – Den Bosch, 22 december 1983) was een Nederlands politicus van de KVP en later het CDA.
Zijn vader was advocaat en is ook lid geweest van de Provinciale Staten. Diens vader, E.J.M.J. Maeijer (1860-1931), was burgemeester van Moergestel. Zelf is Hein Maeijer in 1955 aan de Katholieke Universiteit Nijmegen afgestudeerd in de rechten en daarna begonnen als advocaat. In 1962 werd hij lid van de Provinciale Staten van Noord-Brabant en daarnaast was hij van 1971 tot 1974 Eerste Kamerlid. In februari 1976 werd Maijer in navolging van zijn opa burgemeester en wel van Sint-Michielsgestel. Tijdens dat burgemeesterschap overleed hij eind 1983 op 57-jarige leeftijd.